# Astral Weeks Live at the Hollywood Bowl
Astral Weeks Live at the Hollywood Bowl è un album dal vivo del cantautore britannico Van Morrison, uscito il 24 febbraio 2009. È la versione dal vivo dell'album Astral Weeks del 1968.

## Tracce
1. Astral Weeks - I Believe I've Transcended - 6:32 - 3:24
2. Beside You - 5:59
3. Slim Slow Slider - I Start Breaking Down - 4:08 - 3:37
4. Sweet Thing - 5:38
5. The Way Young Lovers Do - 3:18
6. Cyprus Avenue - You Came Walking Down - 4:40 - 1:19
7. Ballerina - Move On Up - 6:36 - 3:09
8. Madame George - 8:43

### Tracce bonus (versione CD 2009)
1. Listen to the Lion - The Lion Speaks - 5:15 - 2:28
2. Common One - 6:39